# 조단 카버

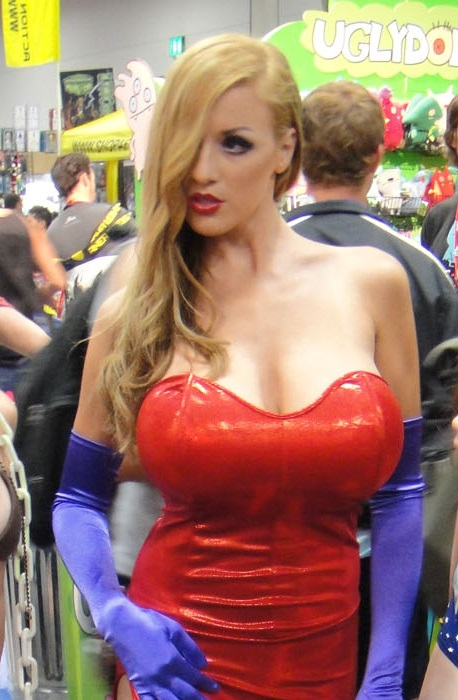

조단 카버(1986년 1월 30일 ~ )는 글래머 독일 여자 모델이다. 본명은 이나 마리아 슈니처(Ina-Maria Schnitzer)다. 키는 167cm 몸무게는 46kg이다. 쓰리 사이즈는 B110-W55-H86라고 한다.
중등학교와 직업학교를 졸업한 후, 카버는 호텔 지배인으로 일했지만, 후에 모델 세계에 들어가기로 결정했다. 유명해지기 전 프랑스 대형 화장품 회사에서 미용사 겸 메이크업 아티스트로 활동하기도 했다. 결국 그녀에게 모델이 되라고 격려하는 경험 많은 사진작가를 만났다. 그녀는 동의했고 2000년대 후반까지 모델 일을 하기 위해 미국으로 건너가 캘리포니아주 로스앤젤레스에 정착했다.